# Скијашко трчање на Зимским олимпијским играма 2014 — спринт екипно за жене
Такмичење у дисцицлини скијашког трчања спринт екипно за жене на Зимским олимпијским играма 2014. у Сочију, одржано је 19. фебруара 2014. на комплексу за скијашко трчање и биатлон Лаура у Красној Пољани, Краснодарском крај 60 км удаљеној од Сочија у Русији, са почетком у 13:15 часова по локалном времену..
Титулу је бранила екипа Немачке.

## Систем такмичења
Свака земља учесница може учествовати са једном екипом. Екипу чине две такмичарке, који трче наизменично, три пута сваки од њих са укупно 6 кругова. Такмичање се састоји од две фазе: полуфинале и финале. У полуфиналу учествује 10—15 екипа. а најбољих пет се квалификује у за финалну трку. Измене се врше као и код штафета, долазећа такмичарка додирне руком раме такмичарке који чека свој старт. Победник је она штафета чија такмичарка после шестог круга прва прође линију циља. Полуфинале и финале се одржавају истог дана.
Као и код такмичења у спринту на олимпијским играма се трчи наизменично са оба стила трчања. На Олимпијским играма у Сочију екипе трче класичним стилом.

## Земље учеснице
У овој дисциплини учествовале су 34 такмичарке у 17 екипа из исто толико земаља.
1. Аустрија 2
2. Канада 2
3. Кина 2
4. Финска 2
5. Француска 2
6. Немачка 2
7. Италија 2
8. Казахстан 2
9. Норвешка 2
10. Пољска 2
11. Русија 2
12. Словенија 2
13. Словачка 2
14. Швајцарска 2
15. Шведска 2
16. Украјина 2
17. Сједињене Америчке Државе 2

## Резултати
У финале су се квалификовале по две прволасиране екипе из обе полуфиналне групе (КВ), 6 на основу постигнутог резултата (кв) 

### Полуфинале
| Пласман | ст, бр. | Име                                    | Земља                     | Време    | Заостатак |    |
| ------- | ------- | -------------------------------------- | ------------------------- | -------- | --------- | -- |
| 1       | 1       | Ингвилд Флугстад Естберг Марит Бјерген | Норвешка                  | 16:43,45 | -         | КВ |
| 2       | 3       | Ида Ингемарсдотер Стина Нилсон         | Шведска                   | 16:48,76 | +5,31     | КВ |
| 3       | 2       | Софи Колдвел Кикан Рендал              | Сједињене Америчке Државе | 16:51,36 | +7,91     | кв |
| 4       | 7       | Беттина Грубер Зерајна Бонер           | Швајцарска                | 17:02,14 | +18,69    | кв |
| 5       | 6       | Перијан Џонс Дарија Гајазова           | Канада                    | 17:09,13 | +25,68    |    |
| 6       | 5       | Aurore Jéan Célia Aymonier             | Француска                 | 17:10,07 | +26,62    |    |
| 7       | 4       | Иларија Дебертолис Gaia Vuerich        | Италија                   | 17:35,98 | +52,53    |    |
| 8       | 8       | Man Dandan Li Hongxue                  | Кина                      | 17:40,90 | +57,45    |    |
| 9       | 9       | Јустина Ковалчик Анастасија Слонова    | Казахстан                 | 17:49,66 | +1:06,21  |    |

| Пласман | ст, бр. | Име                                | Земља     | Време    | Заостатак |    |
| ------- | ------- | ---------------------------------- | --------- | -------- | --------- | -- |
| 1       | 11      | Аино-Кајса Саринен Керту Нисканен  | Финска    | 16:42,15 | –         | КВ |
| 2       | 13      | Силвија Јасковјец Јустина Ковалчик | Пољска    | 16:49,43 | +7,28     | КВ |
| 3       | 14      | Анастасија Доценко Јулија Иванова  | Русија    | 16:49,61 | +7,46     | кв |
| 4       | 12      | Штефани Белер Дениз Херман         | Немачка   | 16:58,98 | +16,83    | кв |
| 5       | 15      | Катерина Смутна Тереза Штадлобер   | Аустрија  | 16:59,50 | +17,35    | кв |
| 6       | 10      | Аленка Чебашек Катја Вишнар        | Словенија | 17:00,32 | +18,17    | кв |
| 7       | 16      | Alena Procházková Даниела Кощова   | Словачка  | 18:51,94 | +2:09,79  |    |
| —       | 17      | Марина Лисогор Катерина Сердјук    | Украјина  | —        |           | НС |

### Финале
| Пласман | ст, бр. | Име                                    | Земља                     | Време    | Заостатак |
| ------- | ------- | -------------------------------------- | ------------------------- | -------- | --------- |
|         | 1       | Ингвилд Флугстад Естберг Марит Бјерген | Норвешка                  | 16:04,05 | —         |
|         | 11      | Аино-Кајса Саринен Керту Нисканен      | Финска                    | 16:13,14 | +09,09    |
|         | 3       | Ида Ингемарсдотер Стина Нилсон         | Шведска                   | 16:23,82 | +19,77    |
| 4.      | 12      | Штефани Белер Дениз Херман             | Немачка                   | 16:24,97 | +20,94    |
| 5.      | 13      | Силвија Јасковјец Јустина Ковалчик     | Пољска                    | 16:35,54 | +31,49    |
| 6.      | 14      | Анастасија Доценко Јулија Иванова      | Русија                    | 16:44,91 | +40,86    |
| 7.      | 7       | Бетина Грубер Зерајна Бонер            | Швајцарска                | 16:45,47 | +41,42    |
| 8.      | 2       | Софи Колдвел Кикан Рендал              | Сједињене Америчке Државе | 16:48,08 | +44,03    |
| 9.      | 15      | Катерина Смутна Тереза Штадлобер       | Аустрија                  | 16:49,16 | +45,11    |
| 10      | 10      | Аленка Чебашек Катја Вишнар            | Словенија                 | 16:57,98 | +53,93    |